# Автомагістраль А30 (Франція)
Автомагістраль A30 становить 29,2 кілометри завдовжки, являється платним шосе на північному сході Франції. Дорога також називається Autoroute de la Vallée de la Fensch. Вона є частиною південної об'їзної дороги до міста Тьонвіль.